# Clef Vallée d'Eure
Clef Vallée d'Eure è un comune francese del dipartimento dell'Eure, nella regione della Normandia. Esso fu costituito il 1º gennaio 2016 con la fusione dei tre comuni di Écardenville-sur-Eure, Fontaine-Heudebourg e La Croix-Saint-Leufroy, che ne divennero alla data comuni delegati.